# San Gregorio Barbarigo en Tre Fontane (título cardenalicio)
San Gregorio Barbarigo en Tre Fontane es un título cardenalicio de la Iglesia católica. Fue instituido por el papa Pablo VI en 1973 con la constitución apostólica Cum ob proxime.

## Titulares
- Maurice Michael Otunga (5 de marzo de 1973-6 de septiembre de 2003)
- Bernard Louis Auguste Paul Panafieu (21 de octubre de 2003-12 de noviembre de 2017)
- Désiré Tsarahazana (28 de junio de 2018-actual)